# Nefti

Nefti

Nefti (in greco antico: Νέφθυς?, Nephthys, dall'originale egizio Nebthet) è una divinità egizia appartenente alla religione dell'antico Egitto. Fa parte dell'Enneade di Eliopoli della mitologia egizia, era considerata la figlia più giovane di Geb e Nut. Usualmente affiancata alla sorella Iside nei riti funebri come protettrice della mummie, era dea dell'oltretomba e della morte in generale, oltreché dei lamenti funebri e delle prefiche, delle ore notturne (deificate nelle mitiche Ore), del parto e dei fiumi. In quanto guardiana del letto funebre di Osiride, un'iscrizione nella tomba di Thutmose III (KV34) la definisce:
Sorella di Osiride, Iside e Seth, del quale è moglie, in alcuni miti è indicata come madre di Anubi, concepito con Seth oppure frutto dell'unione adulterina con Osiride, cui la dea si sarebbe unita con l'inganno, dopo aver assunto le sembianze di sua moglie Iside. In un'altra versione è Osiride il colpevole in quanto si macchia del reato di stupro ai suoi danni, e questo provoca la forte rivalità tra lui e Seth.

## Nome
Nefti (Nephthys) è la forma greca di un epiteto (traslitterato, dai geroglifici, come Nebthet o Nebethet). La circostanze della sua comparsa nel pantheon egizio non sono chiare, ma la traduzione letterale del suo nome è Signora della Casa - il che ha portato a identificarla erroneamente come una divinità del focolare domestico o come la principale figura femminile di un qualunque contesto casalingo. Tale interpretazione sbagliata è stata tramandata in varie descrizioni moderne della dea. Probabilmente, una traduzione più corretta di Nebthet è Signora del Recinto (del Tempio), con riferimento alle sue funzioni sacerdotali. Questo titolo, sicuramente più un epiteto che un nome proprio, probabilmente indica uno specifico luogo di culto o un aspetto della vita dei templi egizi. Insieme a sua sorella Iside, Nefti rappresentava i piloni d'ingresso ai complessi templari; la strada d'accesso ai santuari rappresentava l'orizzonte (Akhet).

## Funzioni e caratteristiche

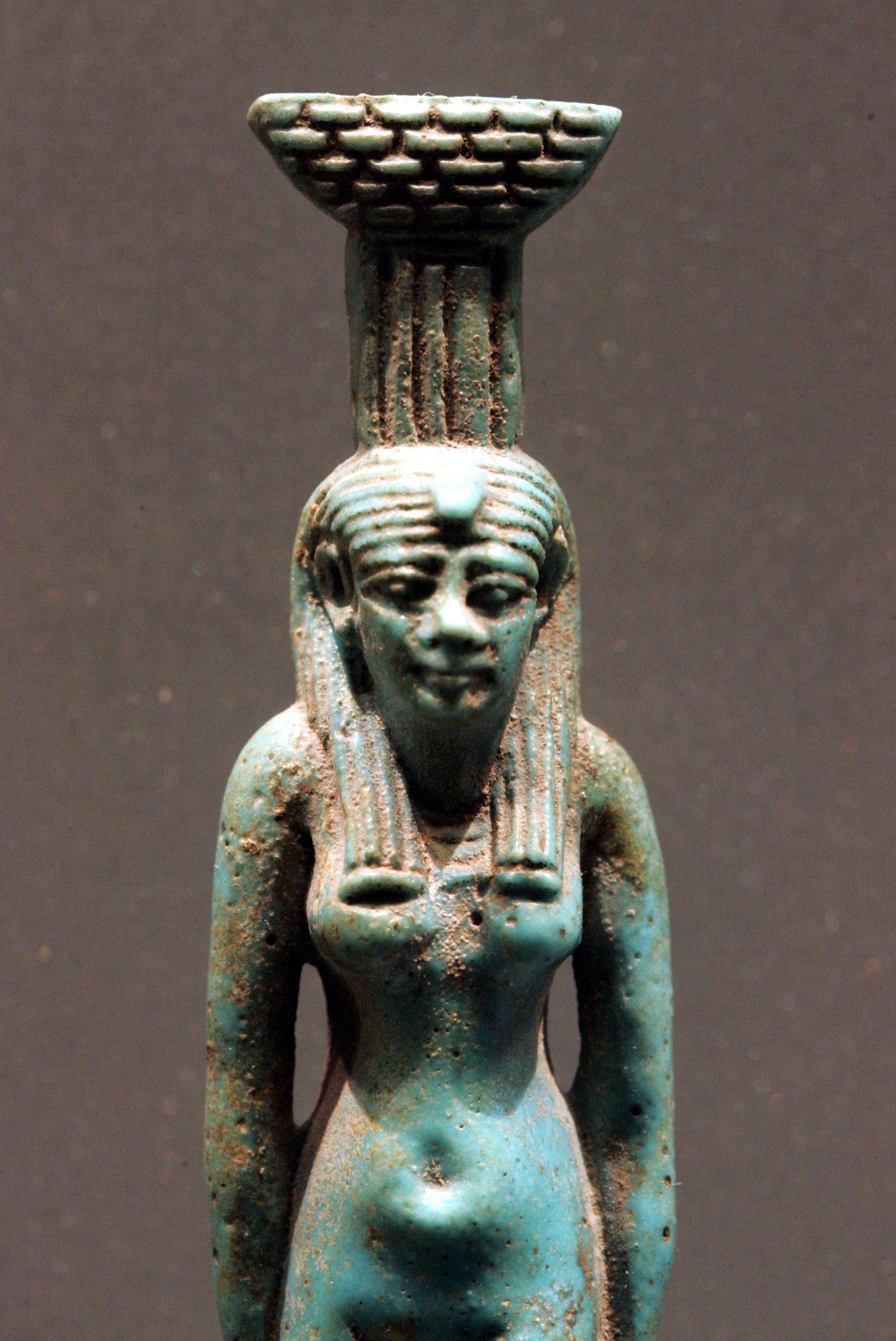
Statuetta di Nefti, in faience smaltata. Museo del Louvre, Parigi.

Ai tempi della V dinastia egizia, Nefti apparve nei Testi delle piramidi come membro della grande Enneade di Eliopoli, sorella di Iside e compagna di suo fratello Seth, dio guerriero del caos, del deserto e delle tempeste. In quanto sorella di Iside e, soprattutto, di Osiride, gli egizi credevano che Nefti proteggesse gli uomini e la loro anima nel momento della morte, mentre Iside rappresentava e tutelava le esperienze della nascita e della rinascita (resuscitò il proprio sposo Osiride dalla morte). Come hanno dimostrato gli studi dell'egittologo lettone Erik Hornung e di altri studiosi, Nefti non era una divinità secondaria nell'immaginario egizio, nemmeno rispetto a sua sorella Iside; una formula dei Testi delle piramidi, rivolgendosi al faraone defunto, recita:
(Testi delle piramidi, n°222)

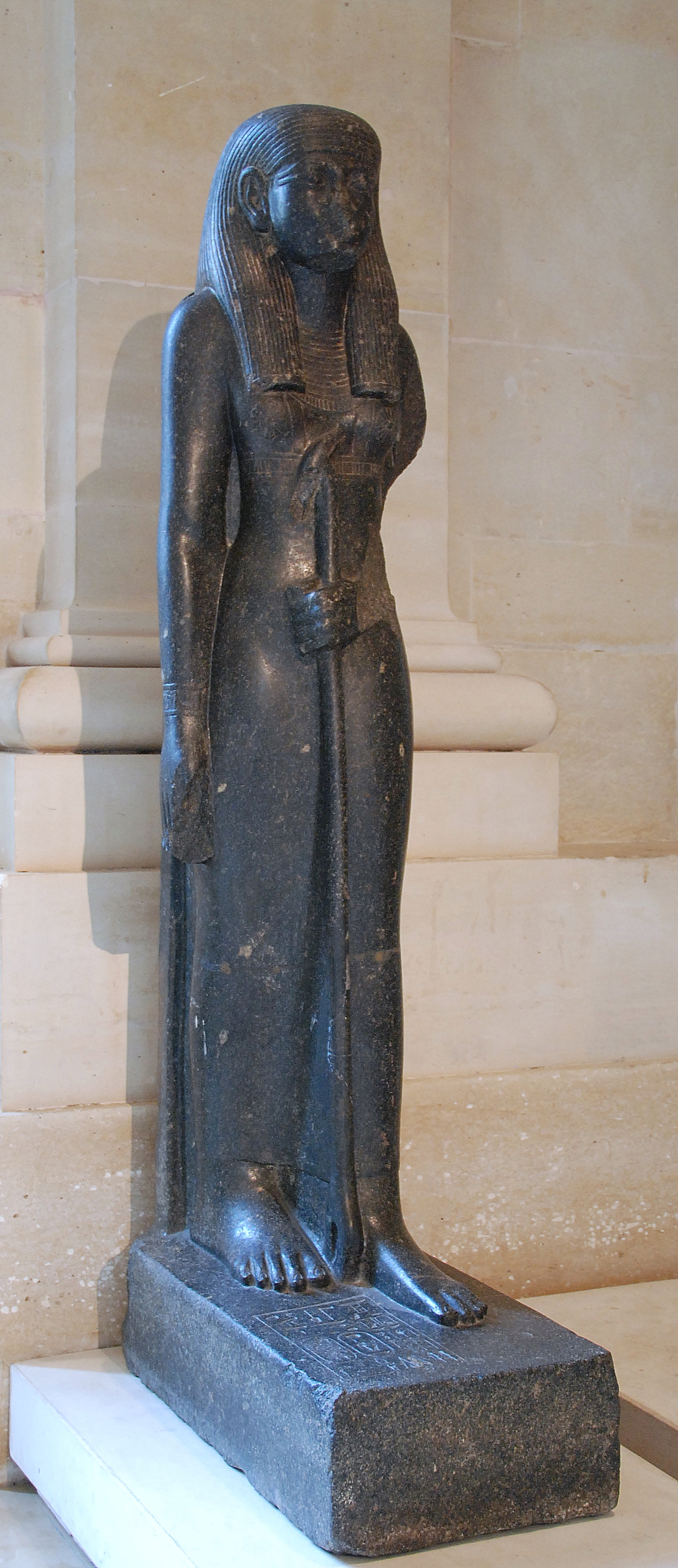
Statua di Nefti in diorite, risalente al regno di Amenofi III, al Museo del Louvre, Parigi.

Nelle mitologie di alcuni templi, specie d'epoca tarda e tolemaica, Nefti aveva gli epiteti di Dea Utile e Dea Eccellente: nei testi di questi templi, Nefti rappresentava i concetti di assistenza divina e la protezione. In alcuni miti, Nefti è la madre di Anubi, anche se alcune versioni secondarie lo vogliono figlio di Bastet o Iside. In quanto nutrice del dio Horus, figlio di sua sorella, nel quale gli egizi credevano si incarnasse ogni faraone, era venerata anche come simbolica nutrice dei sovrani - ruolo che condivideva, a seconda dei contesti iconografici e delle epoche, con altre dee come Mut e Hathor. Oltre a nutrire il re, si pensava che Nefti fosse in grado di colpire con ferocia e incenerire con il suo respiro di fuoco i nemici della Corona. I faraoni erano anche comparati al suo sangue mestruale. I sovrani della dinastia ramesside, durante il Nuovo Regno, ebbero una speciale predilezione nei suoi confronti e la appellavano Madre Nefti; a Karnak e Luxor esistevano numerosi altari dedicati alla dea, la quale compariva inoltre in varie stele e iscrizioni.

## Simbolismo di Nefti

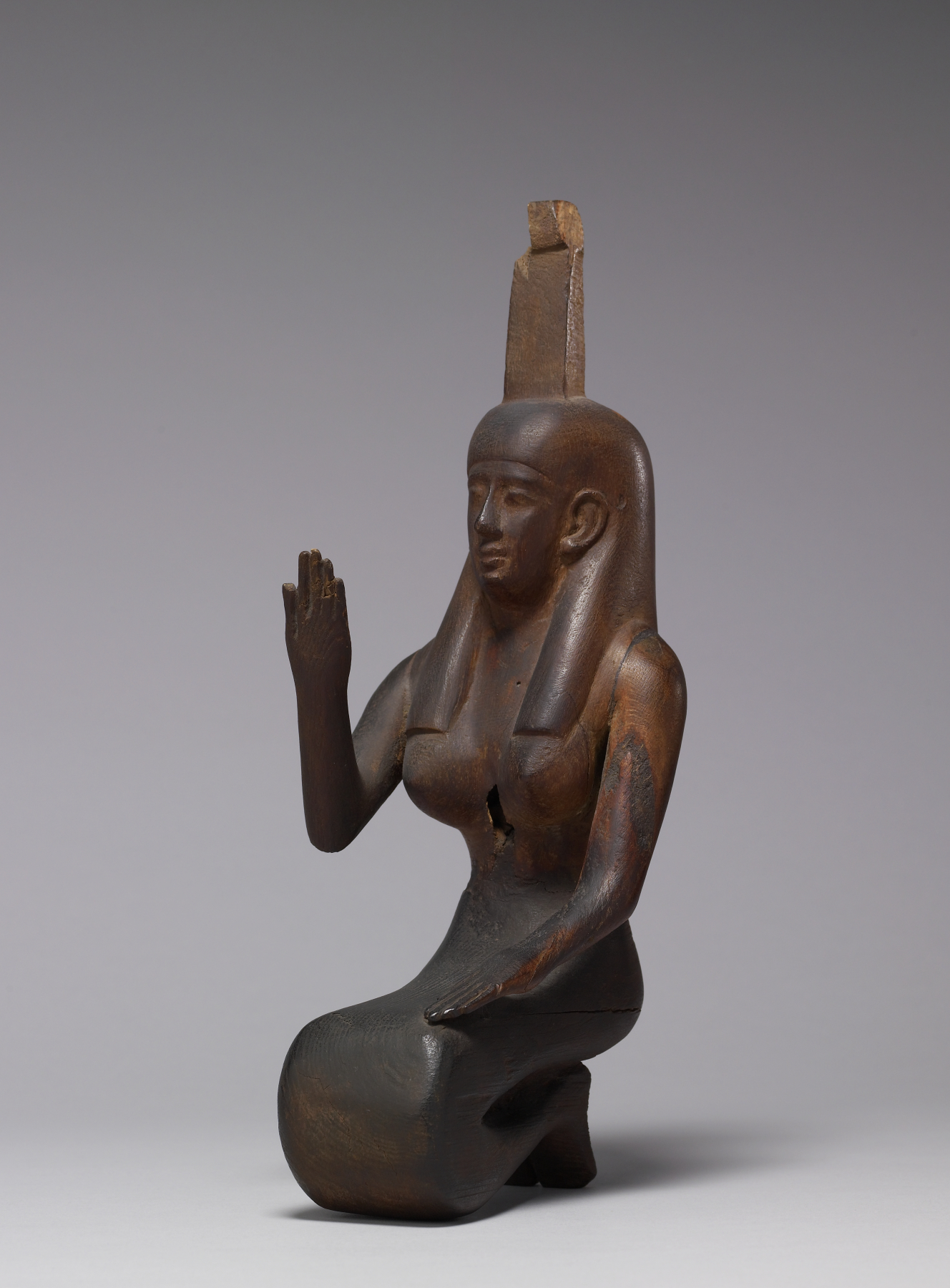
Statuetta lignea di Nefti che piange la morte di Osiride, con il tipico gesto egizio del dolore. Epoca tolemaica. Walters Art Museum, Baltimora.

Nella sua funzione di divinità funeraria, Nefti poteva essere rappresentata come un nibbio o come una donna con ali di falco alle braccia, generalmente nell'atto di avvolgerle intorno a qualcuno o qualcosa in atteggiamento protettivo. La relazione tra Nefti e il nibbio o il falco egiziano, con il suo verso acuto e stridente, nacque probabilmente dal fatto che un verso simile ricordava agli egizi i lamenti funebri gridati dalle donne incaricate di piangere; è quindi facile capire il motivo per cui i Testi delle piramidi collegano Nefti alla morte e alla putrefazione. Nefti e Iside avevano infatti pianto ininterrottamente per tre giorni e tre notti accanto al cadavere di Osiride, ucciso dal loro comune fratello Seth. Una formula dei Testi dei sarcofagi recita:
(Testi dei sarcofagi, n°24)
Nefti era quasi sempre rappresentata con la parrucca sormontata (talvolta comparata alle bende delle mummie, chiamate appunto ciocche di Nefti) dai geroglifici del suo nome, cioè quello indicante il recinto di un tempio (hwt) e quello significante signora (neb). Nefti era chiaramente percepita come una dea dai tratti inquietanti, ma fondamentale per il suo potere di favorire il trapasso nella vita eterna: per esempio, si pensava che il faraone defunto raccogliesse le energie per il suo passaggio nell'aldilà (ritenuto un momento cruciale e pericoloso per l'anima) proprio grazie all'intervento di Iside e Nefti. Successivamente si cominciò a credere che ciò valesse per ogni defunto: prese quindi vita l'usanza di ricordare ai defunti, con formule magiche, di invocare questa fondamentale protettrice dei trapassi. Secondo i Testi dei sarcofagi, i demoni e le forze maligne dell'oltretomba tremavano di fronte a Iside e Nefti, i poteri magici delle quali erano necessari per una navigazione senza difficoltà attraverso i vari livelli dell'oltretomba. Bisogna tenere presente che Nefti non era percepita come opposto di Iside in una supposta antitesi morte-vita, bensì che le due dee sorelle erano due aspetti complementari della stessa esperienza: il passaggio alla vita eterna. Nefti era anche descritta, nei Testi delle piramidi, come una potente supporto per Ra durante il suo viaggio notturno nell'oltretomba, sulla barca solare - specialmente al crepuscolo e al tramonto, quando Ra accedeva nel mondo dei morti (al momento di uscirne, all'alba, Ra era invece accompagnato da Iside).

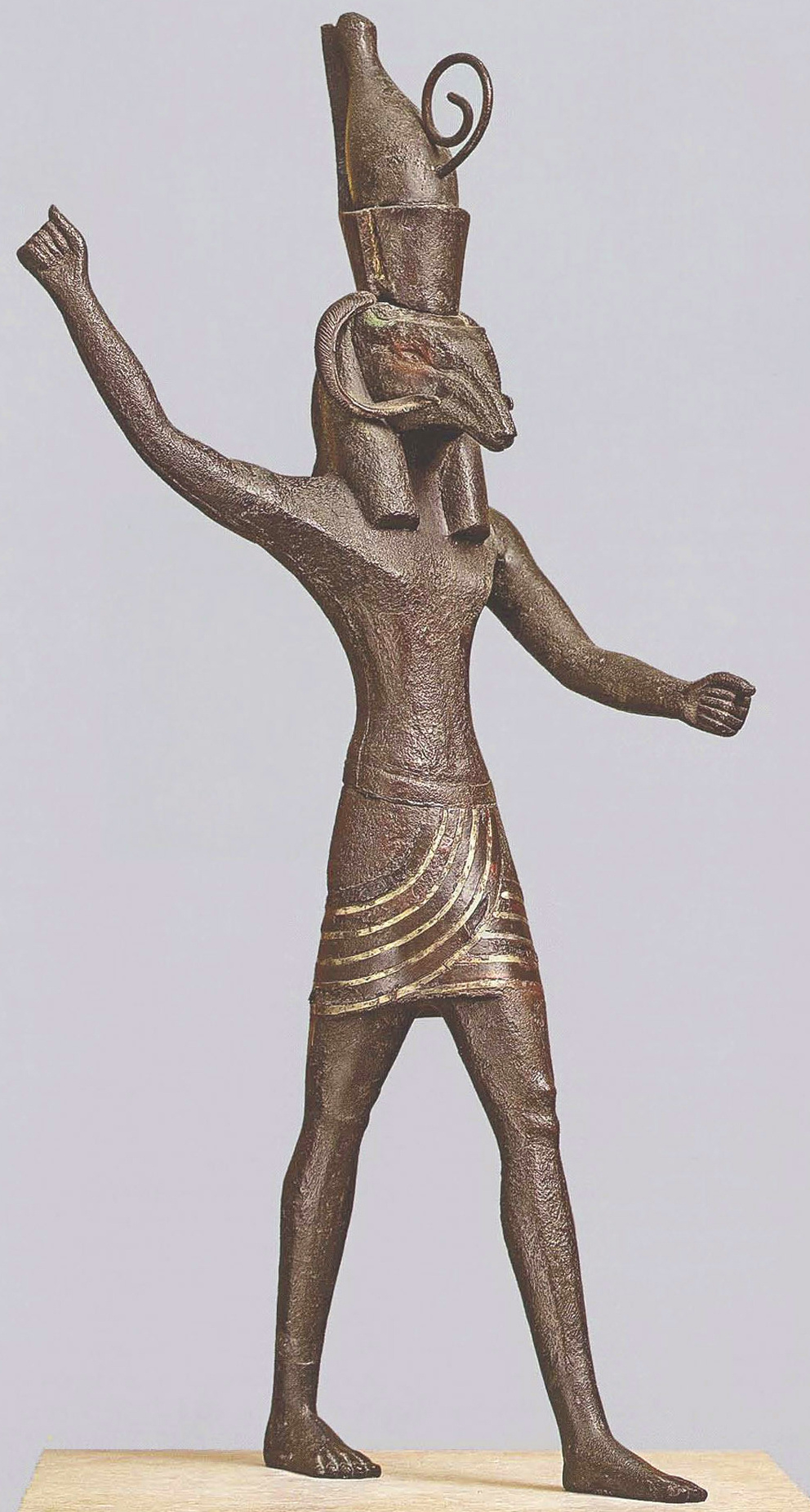
Statuetta di Seth in bronzo. Ny Carlsberg Glyptotek, Copenaghen.

Il tardo scrittore greco Plutarco (I/II secolo d.C.) scrisse nel suo trattato Su Iside e Osiride:
(Plutarco, Su Iside e Osiride, 38)

## Mitologia e posizione nel pantheon egizio

### Nefti e Seth: dibattito sul matrimonio
Nonostante si creda generalmente che Nefti sia andata in sposa al proprio fratello Seth e che gli abbia dato un figlio, Anubi (ma una famosa variante del mito vuole che l'abbia concepito dopo un rapporto adulterino con Osiride, a causa della sterilità di Seth), recenti studi hanno messo in discussione questo assetto. L'egittologa Jessica Levai ha osservato che, mentre Plutarco, nel Su Iside e Osiride, menziona esplicitamente il matrimonio tra i due dei, le antiche fonti egizie si soffermano molto di rado sul legame tra Nefti e Seth. Secondo la Levai, le fonti tarde suggerirebbero che
(Jessica Levai)

### Nefti e la morte di Osiride: aspetti funerari

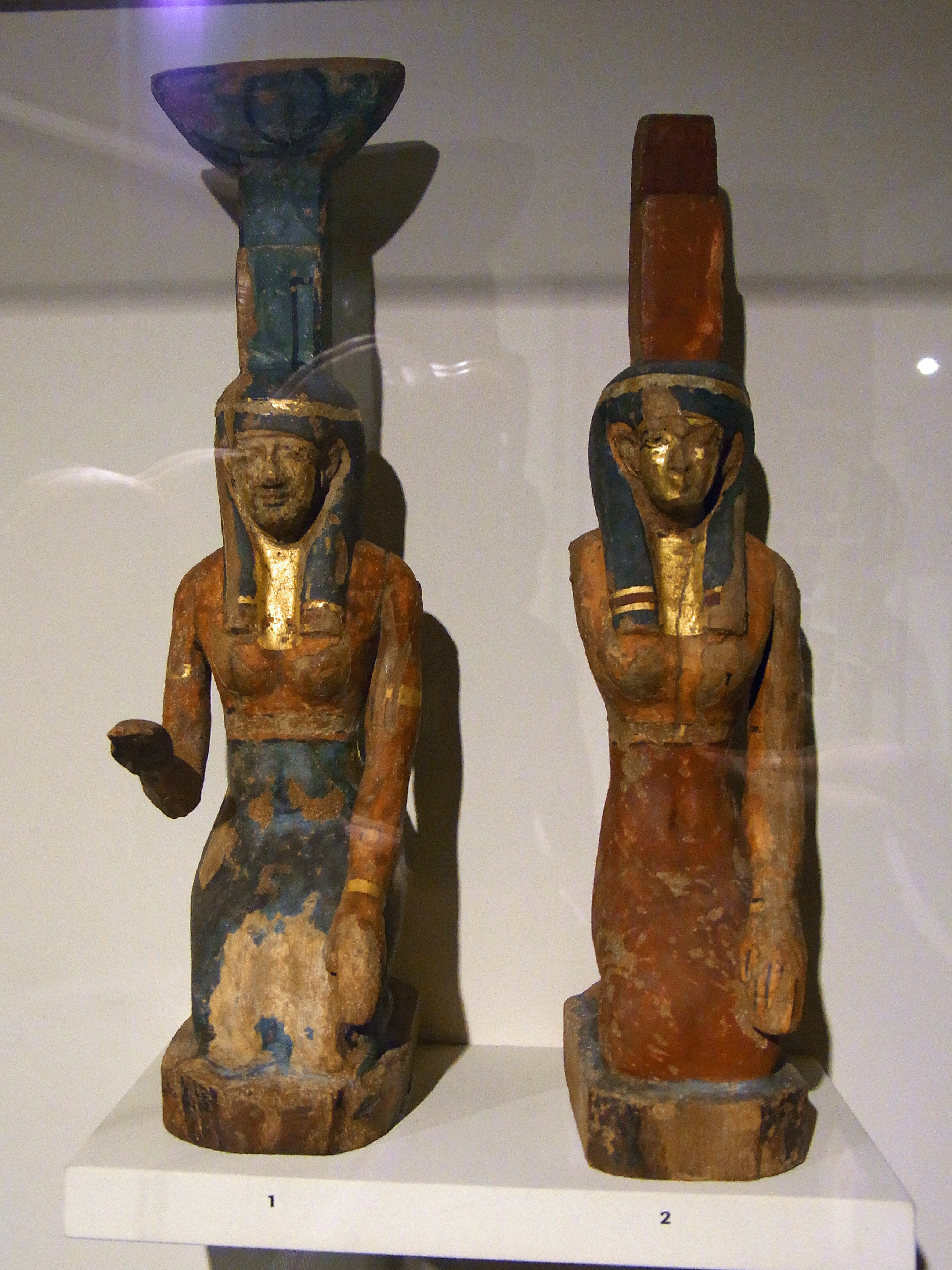
Statuette lignee di Nefti (a destra) e Iside (a sinistra) mentre piangono la morte di Osiride. Museo dell'Università di Tubinga, Tubinga.

Nefti ha un ruolo importante nel ciclo di miti su Osiride: è lei ad assistere Iside durante il raccoglimento delle membra disperse di Osiride, dopo il suo assassinio da parte dell'invidioso Seth; inoltre piange con lei sul corpo finalmente ricomposto e funge da balia e nutrice del piccolo Horus. I Testi delle piramidi si riferiscono a Iside come Madre Che dà alla luce e a Nefti come Madre Che allatta. In una formula dei Testi delle piramidi, lo spirito del defunto afferma:
(Testi delle piramidi, n°555)
mentre, in un'altra formula, il defunto è descritto come
(Testi delle piramidi, n°532)
Era identificata come una dei quattro Grandi Capi nel centro del culto di Osiride, Busiri, nel Delta del Nilo, e sembra avere avuto una posizione di grande rilievo ad Abido. Non è attestato un culto particolare nei suoi confronti, anche se verosimilmente figurava come dea di grande importanza in un rito celebrato annualmente, durante il quale due sacerdotesse impersonavano Iside e Nefti e recitavano l'elaborata Lamentazione di Iside e Nefti (sul cadavere di Osiride), nella cappella nota come Osireion. Come divinità funeraria, al pari di Iside, Neith e Selkis, Nefti era una delle quattro dee protettrici dei vasi canopi; nello specifico, Nefti tutelava il vaso canopo dedicato ad Hapi (uno dei quattro figli di Horus) e contenente i polmoni mummificati del defunto. L'epiteto Nefti del letto della vita, presente nella tomba di Thutmose III, si riferisce ai poteri rigenerativi che la dea esercitava sui defunti, i quali giacevano sull'apposito letto rituale dell'imbalsamazione. A Menfi, Nefti era onorata con il titolo di Regina dell'Officina dell'Imbalsamatore: non solo era una dea funeraria di primaria importanza, ma era anche indicata come madre di Anubi, il dio della mummificazione.
Senza che gli antichi egizi vi cogliessero un paradosso, Nefti era anche invocata come una delle dee del parto e assistenti delle partorienti. Un mito trascritto sul Papiro Westcar narra che le dee Iside, Nefti, Meskhenet e la dea-rana Heket, come danzatrici itineranti sotto mentite spoglie, avrebbero assistito la moglie di un sacerdote di Amon-Ra durante un parto:
(Papiro Westcar)

## Il culto di Nefti nel Nuovo Regno (1550 a.C. - 1069 a.C.)

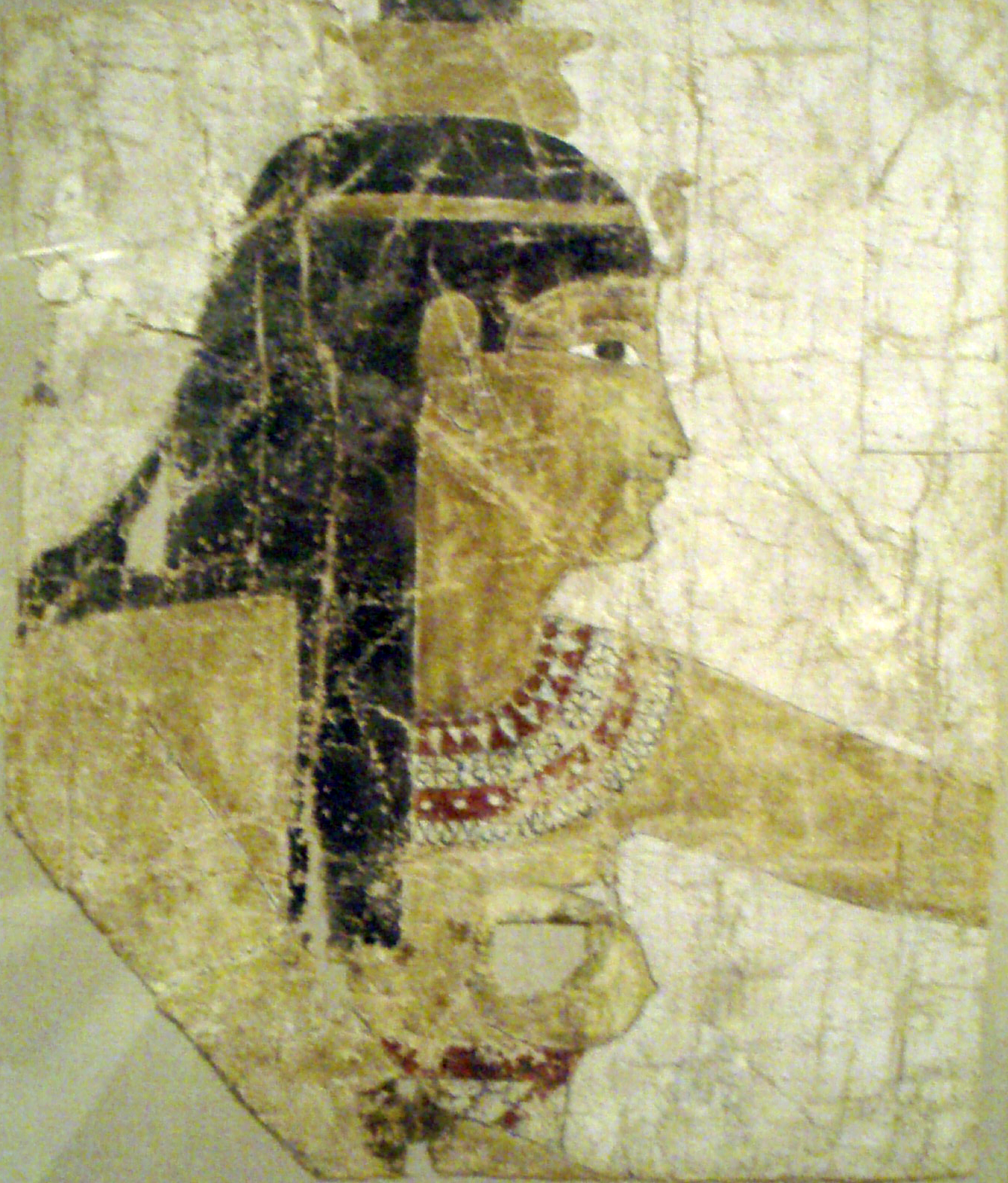
Iside su un sudario di lino dipinto, d'epoca tolemaica. Metropolitan Museum of Art, New York.

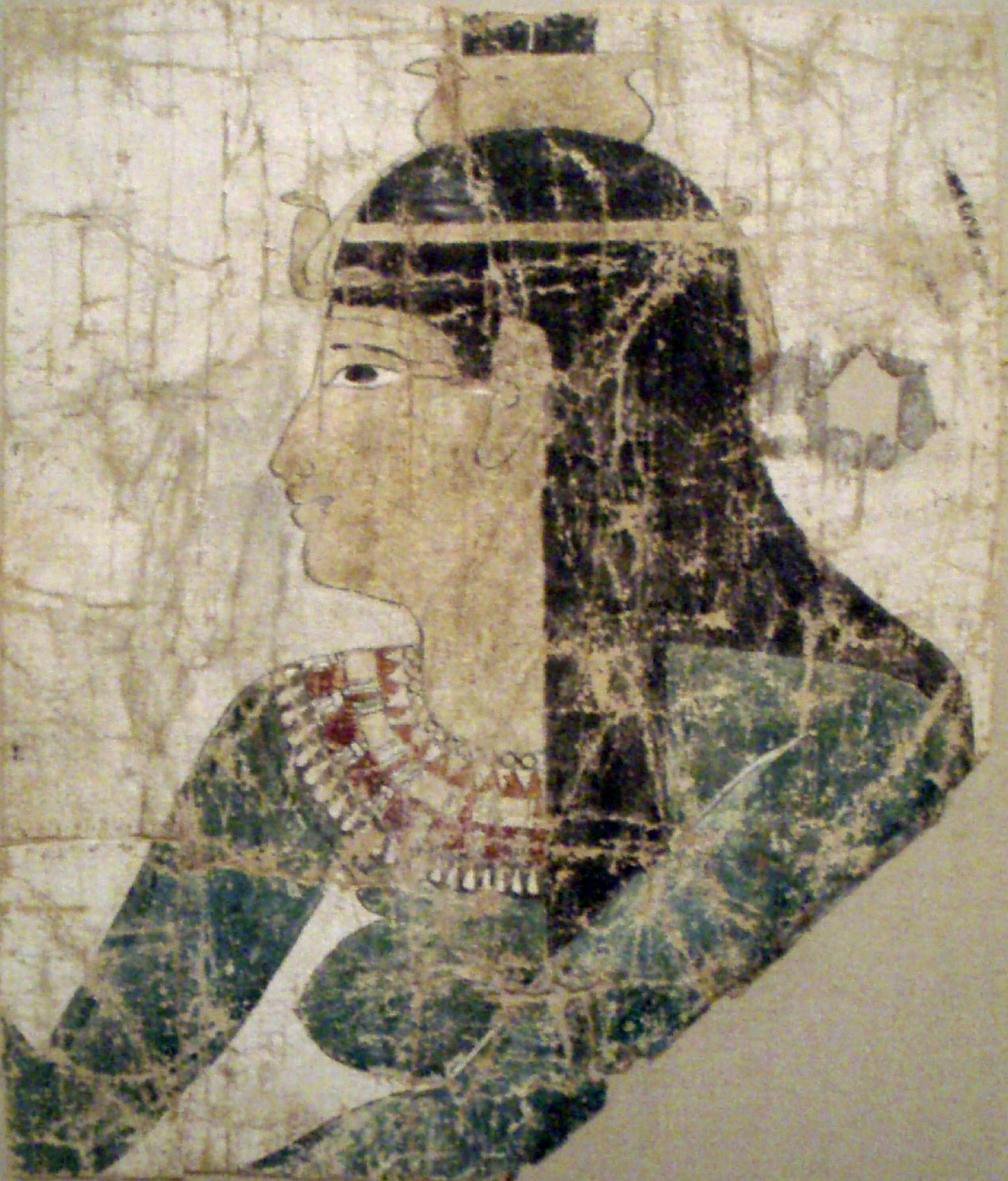
Nefti su un sudario di lino dipinto, d'epoca tolemaica. Metropolitan Museum of Art, New York.

### Templi d'epoca ramesside dedicati a Nefti
Originari di Avaris, grande centro del culto di Seth, i faraoni ramessidi erano particolarmente devoti al dio consorte di Nefti (si pensi ai nomi di Seti I e Seti II) e, durante la XIX dinastia egizia, alla sua sposa Nefti fu eretto un tempio chiamato Casa di Nefti di Ramses-Meriamon, nella città di Sepermeru, a metà strada tra Ossirinco ed Eracleopoli, in una zona periferica della grande oasi del Fayyum.
Come registra il Papiro Wilbour, trattante questioni fiscali e terriere, il tempio di Nefti fu fondato da Ramses II (1279 a.C. - 1213 a.C.) nelle immediate vicinanze di un tempio di Seth. La Casa di Nefti era, come attesta il Papiro Wilbour, uno dei cinque templi del distretto del Medio Egitto a possedere campi e terreni, i quali erano sotto l'autorità dei due Profeti di Nefti, chiamati Penpmer e Merybarse e di un terzo sacerdote. Anche se il Tempio di Nefti a Sepermeru e i vari acri di terra che possedeva erano sicuramente affiliati alla Casa di Seth, si trattava comunque di un'entità indipendente e a sé stante. Sempre secondo il Papiro Wilbour (I, 28), esisteva un'altra Casa di Nefti di Ramses-Meriamon, più a nord, nella città di Su, non distante dalla regione del Fayyum.